# Alacrán

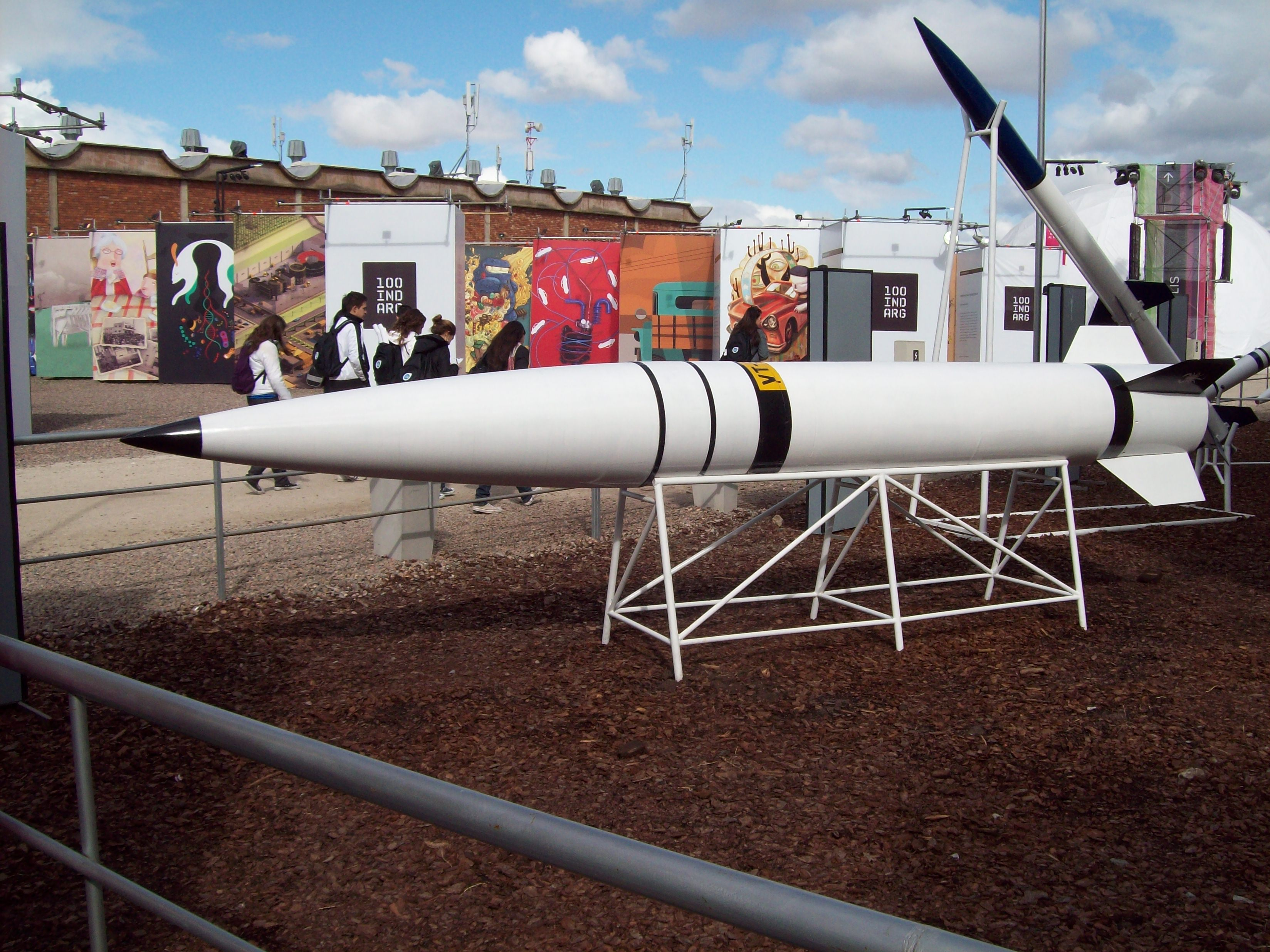
Alacrán

L'Alacrán è un missile balistico a corto raggio, a propellente solido ed ha una singola testata sviluppato in Argentina  con l'ausilio d'imprese europee a partire dal 1979.

## Caratteristiche tecniche
Il missile è un derivato del progetto Condor 1, una piattaforma di ricerca utilizzata dall'Argentina per testare progetti missilistici.
L'Alacrán è lungo circa 6,2 m. e largo 0,56 m., con un peso al lancio di 1.620 kg. Ha un singolo stadio, motore a propellente solido, e quattro alette di controllo alla sua base. La precisione del sistema di guida inerziale non è nota.
Il missile è dotato di una singola testata che può essere caricata con esplosivi ad alto potenziale (HE), agenti chimici, o sub-munizioni. Il missile è in grado di portare un carico utile di 400 kg ad una distanza massima di 150 km (93 miglia). L'Alacrán ha la possibilità di essere dotato di due submunizioni alternative, sia 1020 CAM-1 che 176 MOR-1 anticarro.

## Altro
Fonti ufficiali argentine fanno notare che il missile Alacrán non ha mai raggiunto la fase di produzione. Tuttavia, un rapporto non confermato suggerisce che il missile potrebbe essere entrato in servizio nel 1990, ma questo non può essere dimostrato. È stato anche riferito che l'Iran possa aver acquistato le tecnologie del programma argentino. Si presume che i missili siano stati smantellati e distrutti in seguito all'accordo Argentina-Brasile per le misure di salvaguardia dell'AIEA, ma alcuni credono che i missili possano essere ancora in deposito.

### Fonti
- Nuclear Threat Initiative. “Argentina (Country Profiles, Missile).” February 2012.
- Feickert, Andrew. “Missile Survey: Ballistic and Cruise Missiles on Selected Foreign Countries.” Washington D.C.: Congressional Research Service, 2005.
- Lennox, Duncan. “Obsolete Systems – Offensive/defensive Weapon Systems (See Argentina).” Jane's Strategic Weapon Systems. October 13, 2011.
- Global Security. “Missile Programs (Argentina).” July 24, 2011.
- Lennox, Jane's Strategic Weapon Systems.